# Anna Maria av Ungern
Anna Maria av Ungern, död 1237, var kejsarinna av Bulgarien 1221–1237, som gift med tsar Ivan Asen II.